# Castro County
Castro County je okres ve státě Texas v USA. K roku 2010 zde žilo 8 062 obyvatel. Správním městem okresu je Dimmitt. Celková rozloha okresu činí 2 328 km².